# 2-04-22
№ 334, пізніше 2-04-22 — типовий проєкт дитячого садка на 125 місць, архітектор Г. М. Слуцький із Державних архітектурних майстерень Києва. Являє собою змінений проєкт 2-04-20 (№ 257) Міністерства просвіти РРФСР, порівняно з яким додано друге вікно в ризаліті. Будівлі за проєктом зведені в Росії й Україні.

## Опис
Цегляна двоповерхова будівлю з П-подібним пляном. Розміри 25,5×14,8 м. Всі фасади симетричні. З одної довгої фасади 2 ризаліти по боках, що мають по 2 вікна, посередині 5 вікон на поверх, на першому поверсі вхід. На коротких фасадах по 5 вікон на поверсі. На іншій довгій фасаді 9 вікон, на першому поверсі другий вхід. Дах чотирисхилий, над ризалітами трисхилий.

## Галерея вКиєві,Дарниця

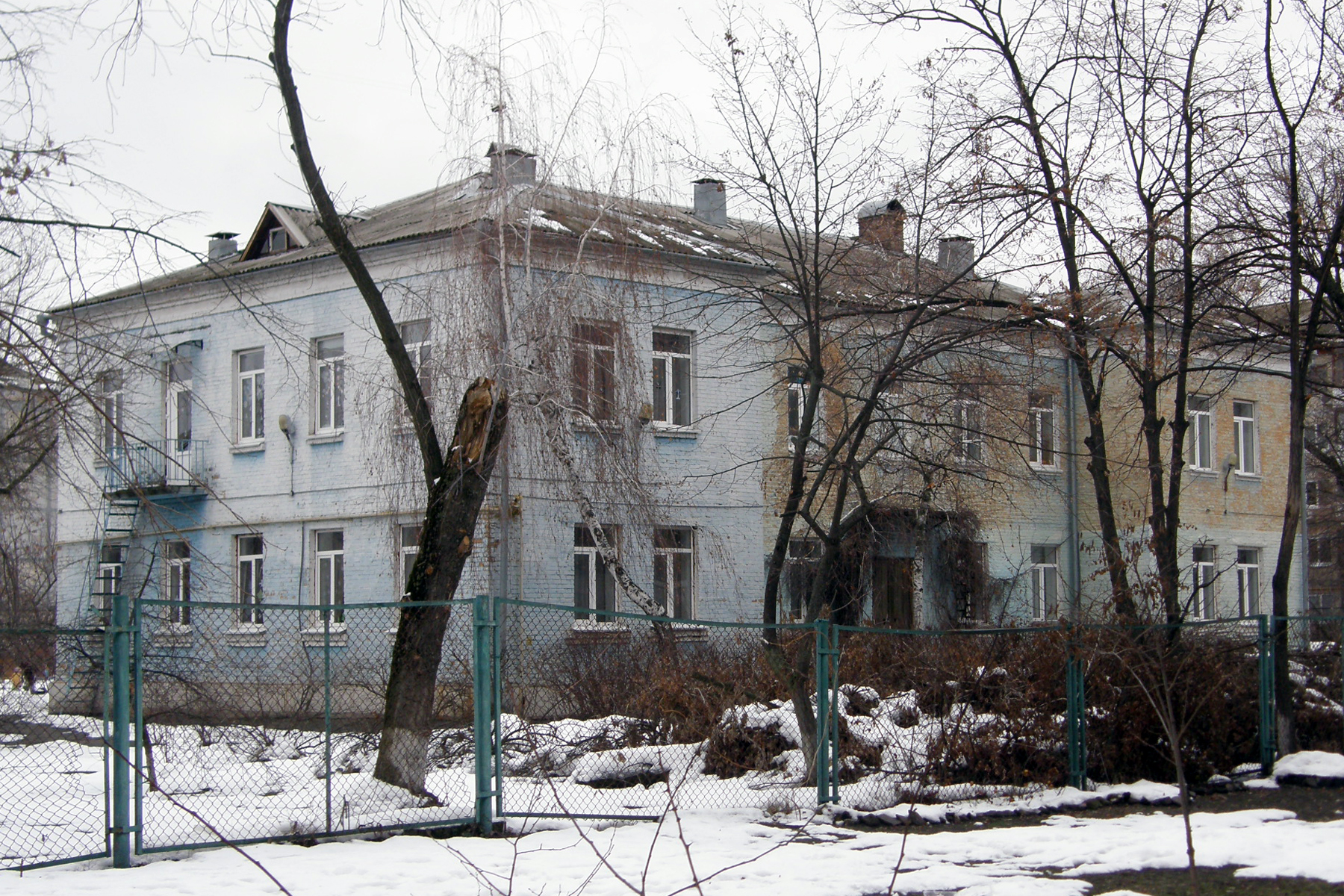
дитячий садок № 261, передня фасада
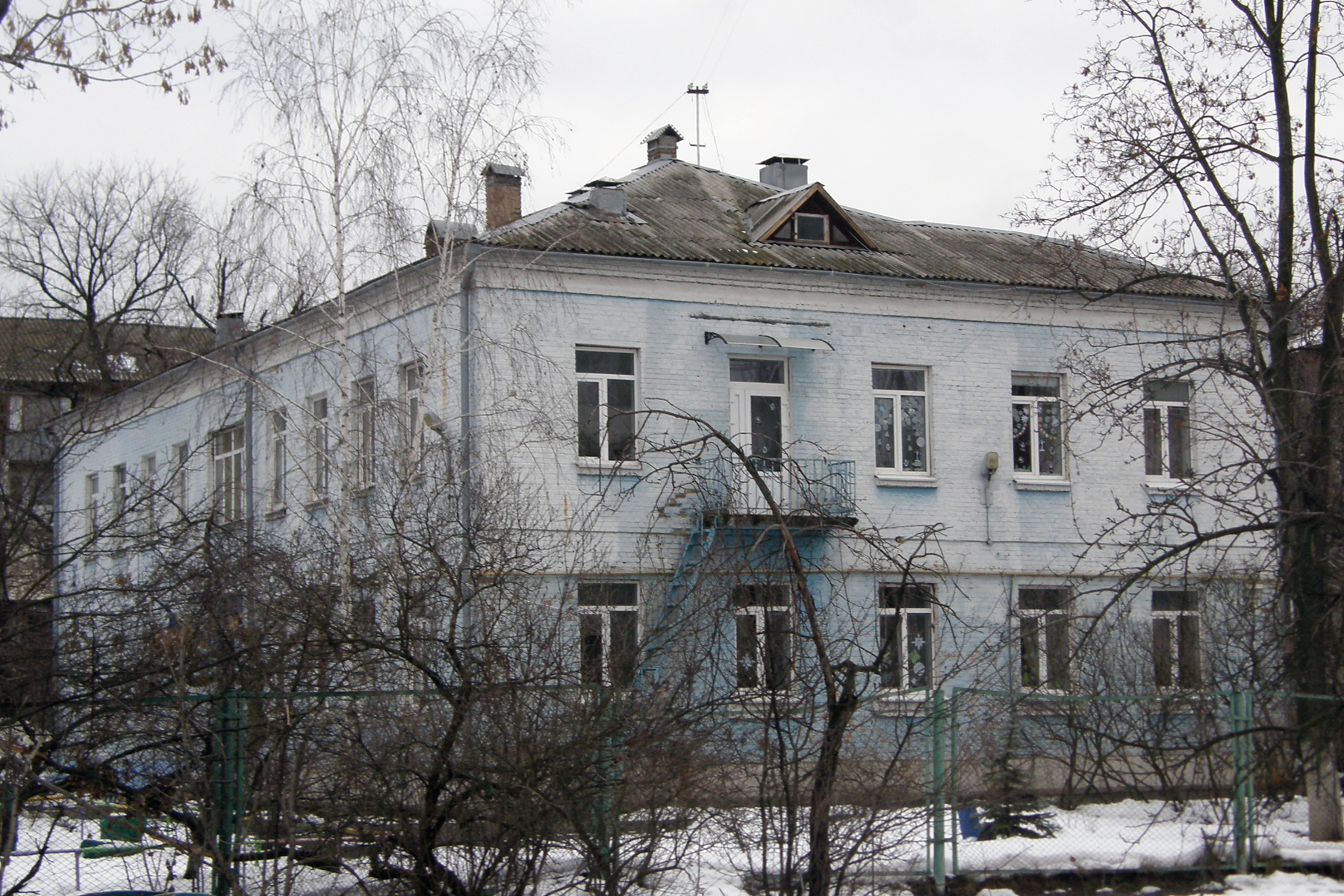
дитячий садок № 261, бічна фасада
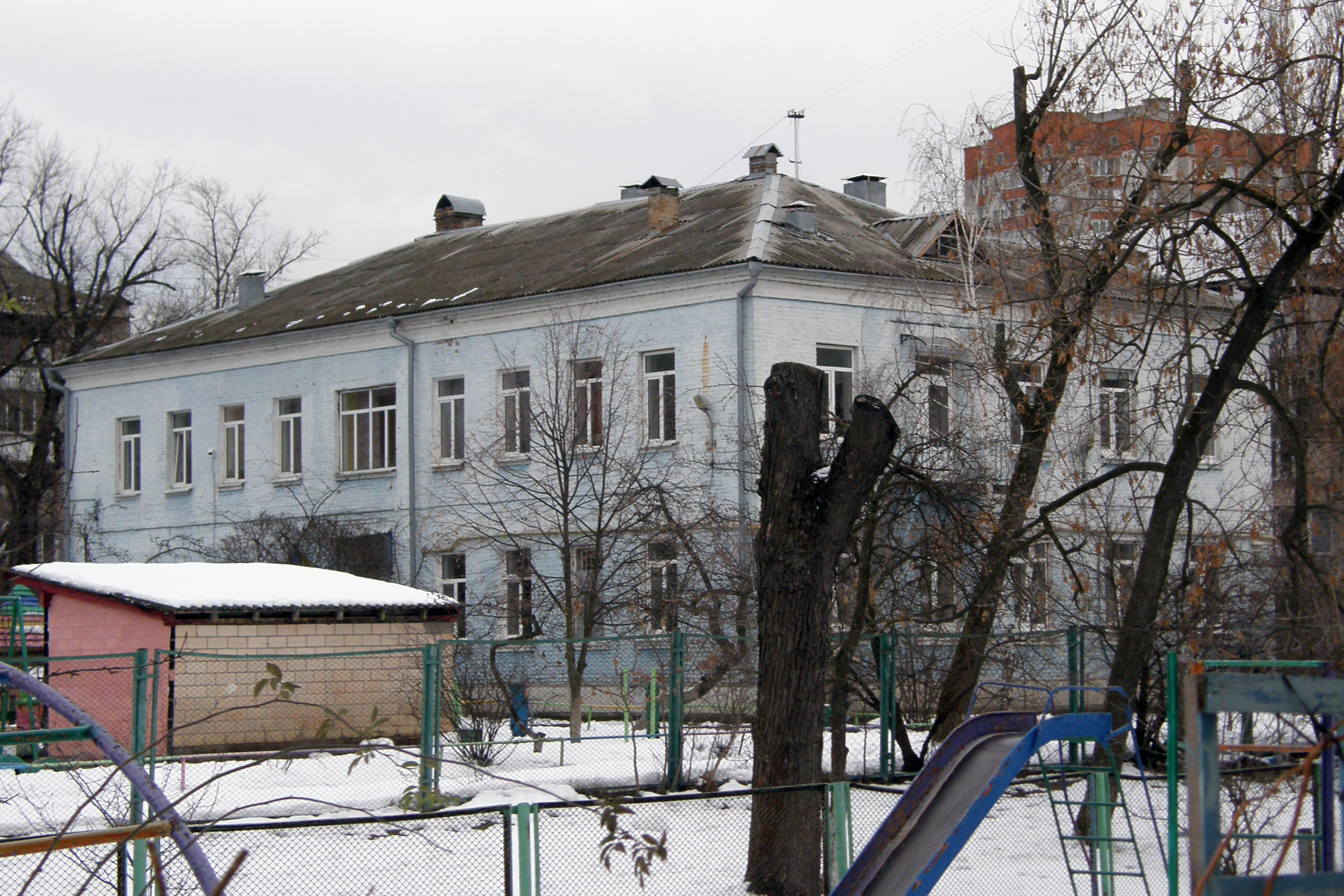
дитячий садок № 261, задня фасада
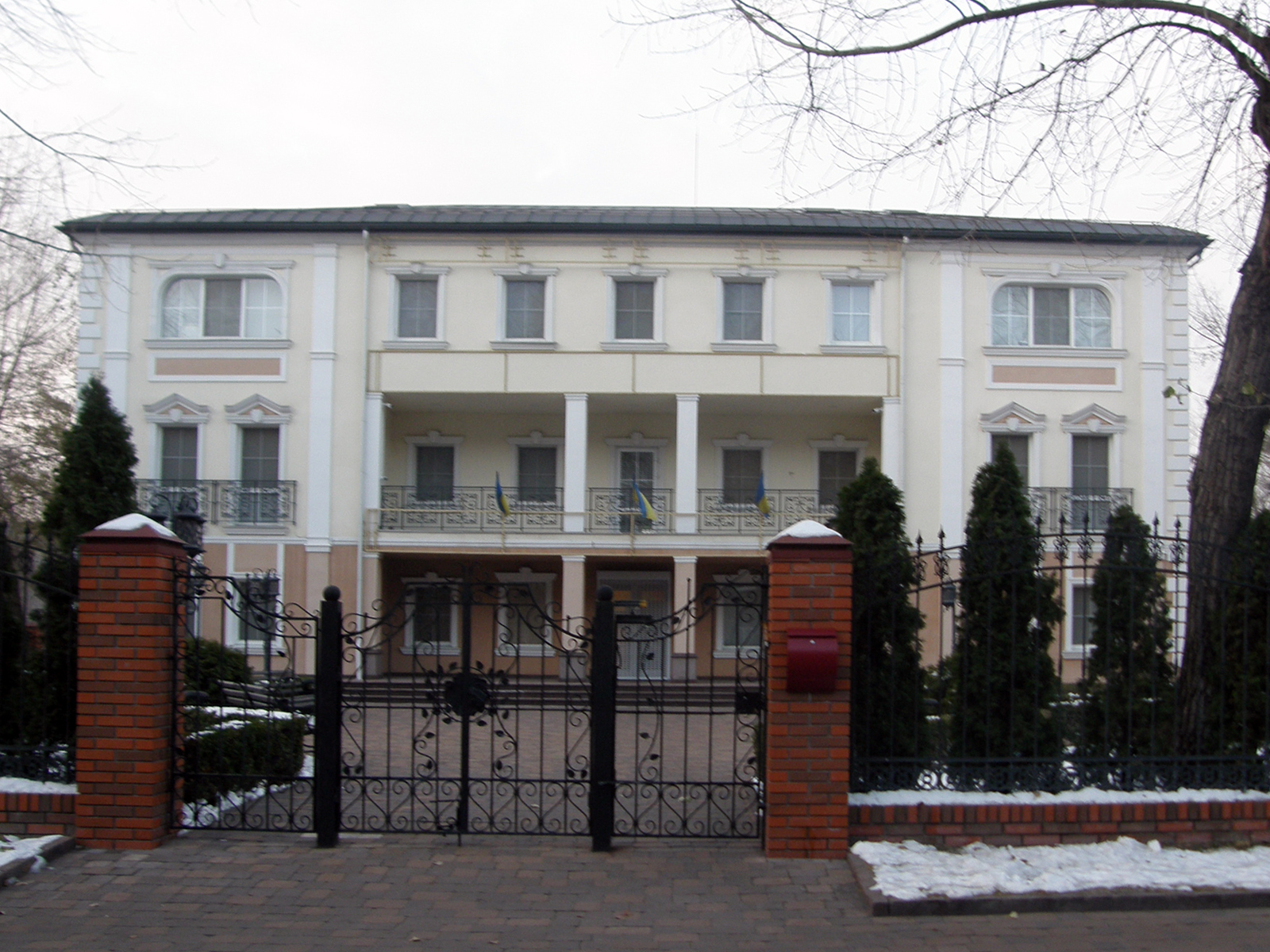
вул. Краківська, Центр дитячої творчості, надбудований третім поверхом у 2012
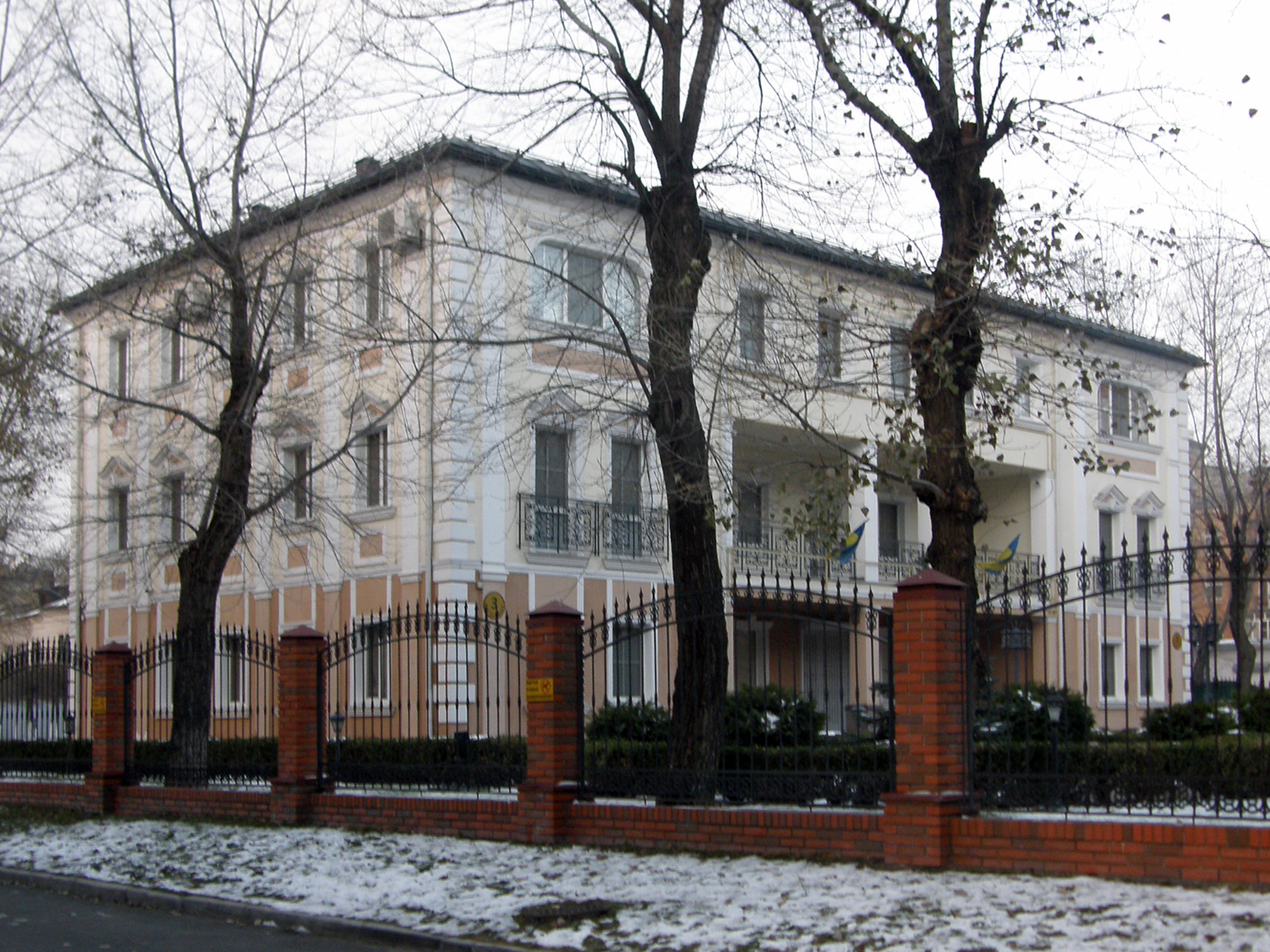
Центр дитячої творчості, надбудований третім поверхом у 2012